# Talbotiella eketensis
Talbotiella eketensis är en ärtväxtart som beskrevs av Baker f.. Talbotiella eketensis ingår i släktet Talbotiella och familjen ärtväxter. IUCN kategoriserar arten globalt som starkt hotad. Inga underarter finns listade i Catalogue of Life.